# Adam Mieczyński
Adam Szczepan Jan Dunin-Mieczyński (ur. 24 grudnia 1828 w Ciborach, zm. 30 sierpnia 1892 w Barcikowie) – polski agronom i popularyzator wiedzy rolniczej, encyklopedysta.

## Życiorys
Założył i redagował „Gazetę Rolniczą”. Był autorem wielu poradników dla rolników, między innymi pracy Rolnik początkujący. Członek korespondent Galicyjskiego Towarzystwa Gospodarskiego (1859–1875).
Był jednym z autorów haseł do 28 tomowej Encyklopedii Powszechnej Orgelbranda z lat 1859–1868. Jego nazwisko wymienione jest w I tomie z 1859 roku na liście twórców zawartości tej encyklopedii.